# Chào mừng bạn đến Sticks
Chào mừng bạn đến Sticks (tiếng Pháp: Bienvenue chez les Ch'tis) là bộ phim hài điện ảnh Pháp, do Maxime Quoilin viết kịch bản và Dany Boon
đạo diễn. Chi phí của bộ phim là 11 triệu euro (khoảng 15.300.000 USD).
Phim công chiếu năm 2008. Phim thu hút 20.479.826 khán giả Pháp, đứng thứ hai khán giả (trong lịch sử điện ảnh Pháp) tại các phòng vé của Pháp, đứng sau Titanic (20.758.887 vé)- theo CNC. 
Tính đến ngày 28 tháng 2 năm 2010, bộ phim có 20,5 triệu người xem trong 23 tuần, qua đó phá kỷ lục của Cuộc tản bộ vĩ đại (phát hành năm 1966). Bộ phim thu về 194.000.000 USD riêng tại Pháp và 245.000.000 USD trên toàn thế giới.
Tại Liên hoan phim hài Quốc tế lần thứ 11 tại Alpe d'Huez, giành giải thưởng đặc biệt của ban giám khảo. Tại Liên hoan phim châu Âu tại Seville năm 2008 giành giải đặc biệt của công chúng...Phim cũng được đề cử giải César 2009: cho kịch bản gốc xuất sắc nhất, Được đề cử: Phim hay nhất (giải thưởng khán giả) của Giải thưởng phim châu Âu.
Sau khi phim công chiếu, một phiên bản mới (copy) của Ý có tên Benvenuti al Sud, đã được sản xuất và phát hành bởi Medusa trong năm 2010.

## Diễn viên
- Kad Merad as Philippe Abrams, Head of the local postoffice
- Dany Boon as Antoine Bailleul, postman and carillon performer
- Zoé Félix as Julie, spouse of Philippe Abrams
- Lorenzo Ausilia-Foret as Raphaël Abrams
- Anne Marivin as Annabelle Deconinck
- Philippe Duquesne as Fabrice Canoli
- Guy Lecluyse as Yann Vandernoout
- Patrick Bosso as Policeman on A7
- Zinedine Soualem as Momo
- Jérôme Commandeur as Inspector Lebic
- Line Renaud as Antoine's mother
- Michel Galabru as Julie's uncle
- Stéphane Freiss as Jean
- Alexandre Carrière as Tony
- Jenny Clève as The old lady who sings the P'tit quinquin (Northern French hymn)
- Fred Personne as M. Vasseur
- Christophe Rossignon
- Guillaume Morand